# Korwety rakietowe typu Göteborg
Korwety rakietowe typu Göteborg – typ szwedzkich korwet, które weszły do służby w Szwedzkiej Marynarce Wojennej w latach 1990-1993. Zostały zbudowane cztery okręty, dwa znajdują się w służbie.

## Opis konstrukcji
Korwety typu Göteborg są zmodernizowaną i powiększoną wersją, budowanych w latach 1982-1985, korwet typu Stockholm. Przy konstruowaniu nowych okrętów szczególną uwagę zwrócono na zwiększenie możliwości atakowania celów nawodnych, podwodnych i powietrznych.
Nowy system napędowy składający się z pędników strugowodnych oprócz uproszczenia konstrukcji okrętu zmniejszył także jego hałaśliwość, co jest szczególnie przydatne w przypadku tropienia okrętów podwodnych i unikania wykrycia przez nieprzyjaciela. Nowy napęd wpłynął także na spadek awaryjności okrętów i wzrost manewrowości w całym przedziale prędkości. Dzięki optymalnemu zaprojektowaniu konstrukcji kadłuba i nadbudówki zmniejszono echo radiolokacyjne okrętu, a także jego pole magnetyczne i promieniowanie podczerwone.

### Uzbrojenie
Uzbrojenie okrętu ma konstrukcję modułową, dzięki czemu w zależności od potrzeb jest możliwa wymiana poszczególnych jego części.

## Zbudowane okręty
- HMS Göteborg K21 – rozpoczęcie budowy 10 lutego 1986, wodowanie 13 kwietnia 1989, wejście do służby 15 lutego 1990, wycofany ze służby w 2008
- HMS Gävle K22 – rozpoczęcie budowy 12 stycznia 1987, wodowanie 23 marca 1990, wejście do służby 19 września 1990
- HMS Kalmar K23 – rozpoczęcie budowy 21 września 1988, wodowanie 1 listopada 1990, wejście do służby 1 września 1991, wycofany ze służby w 2007
- HMS Sundsvall K24 – rozpoczęcie budowy marzec 1989, wodowanie 29 listopada 1991, wejście do służby 7 czerwca 1993

## Służba
W czasie, gdy okręty były projektowane ich głównym zastosowaniem miało być zwalczanie radzieckich okrętów podwodnych na płytkich wodach Bałtyku. Wraz z końcem zimnej wojny zakres zadań dla tych okrętów uległy znacznemu poszerzeniu. W 2006 w związku z wojną w Libanie jedna korweta typu Göteborg HMS "Sundsvall" wzięła udział w operacji sił ONZ u wybrzeży Libanu.
W 2017 korwety „Gävle” i „Sundsvall” zdecydowano poddać remontowi i modernizacji w celu przedłużenia ich służby, a pozostałe dwie („Göteborg” i „Kalmar”) wycofano do rezerwy. Modernizację ich ukończono w 2022 roku.